# Kirunamål
Kirunamål (även kallat kirunesiska) är den svenska dialekt som talas i Kiruna kommun.
Det rena kirunamålet påverkats mycket av finska och meänkieli, troligen på grund av den stora inflyttningen från dessas språkområden. Nordsamiskan, som var ursprungsspråket i området, fick aldrig något större genomslag. Utöver dessa har även kirunamålet påverkats till liten del av bland annat värmländska, jämtska, västerbottniska, skånska, danska, västgötska och ångermanländska. Detta beror på att Kiruna kom till som ett nybyggarsamhälle i slutet av 1800-talet, dit människor flyttade från många olika platser.
Ett karakteristiskt uttryck är ordet jo som uttalas med en inandning ungefär som [ɕuː] (som finns på många ställen i  Övre Norrland). Det används dock inte alltid, utan bara i samband med naturlig inandning. Typiskt för kirunamålet är också de pregnant alveolara r-ljuden och de tydliga ö-ljuden.
Kirunamålet har rätt hög talhastighet i jämförelse med norrbottniska dialekter som nederlulemål och nederkalixmål.[källa behövs] Sättet att förkorta ordens ändelser i dessa dialekter, till exempel int’ (inte), används inte heller i kirunamålet.[källa behövs]
Dialekten anses ofta ligga väldigt nära rikssvenskan.